# 37-es busz (Pécs)
A pécsi 37-es jelzésű autóbusz a Belvárost köti össze Donátussal. A vasútállomástól indul, Zsolnay-szobor - Petőfi utca – Édesanyák útja útvonalon halad a donátusi forduló felé. Mivel a vonalon igen meredek szakaszok és szűk utcán vannak, csak szóló busz közlekedhet. A járat 30 perc alatt ér vissza a Főpályaudvarra.

## Története
1950. július 22-én indult Széchenyi tér – Donátus útvonalon járat először. 1969. október 1-jén, mikor átadták a Budai Állomást a járat onnan indult egészen 1985. november 1-jéig, ekkor még az MTA Székház irányába, a 36-ossal megegyező útvonalon. 1985-ben  megszűnt a Kossuth téri végállomás, minden mecseki járat a Főpályaudvarra költözött, így a 37-es is.

## Útvonala
| Főpályaudvar → Donátus | Donátus → Főpályaudvar |
| --- | --- |
| Főpályaudvar – Szabadság utca – Rákóczi út – Hungária utca – Petőfi Sándor utca – Alkotmány utca – Édesanyák útja – Nyár utca – Bálicsi út – Donátusi út – Donátus | Donátus – Donátusi út – Bálicsi út – Nyár utca – Édesanyák útja – Petőfi Sándor utca – Hungária utca – Rákóczi út – Szabadság utca – Főpályaudvar |

## Megállóhelyei
| 37 (Főpályaudvar – Donátus) |                         |          | | |
| Perc (↓)                    | Megállóhely             | Perc (↑) | Megállóhelyet érintő járatok | Létesítmények                                                                                                |
| 0                           | Főpályaudvar végállomás | 16       | 3, 3E, 4, 4Y, 6, 6E, 7, 7Y, 8, 13, 13E, 13Y, 14, 14Y, 15, 15A, 20, 30, 31, 32, 32Y, 33, 34, 34Y, 35, 35Y, 36, 37, 38, 38Y, 39, 40, 41, 41E, 41Y, 42, 42Y, 43, 44, 46, 47, 73, 73Y, 104, 104A, 104E, 104Y, 130, 130A, 140 · Helyközi autóbuszok · Főpályaudvar | Vasútállomás, MÁV Területi Igazgatósága, Autóbusz-állomás                                                    |
| 2                           | Zsolnay-szobor          | 14       | 2, 2A, 2E, 3, 3E, 6, 6E, 7, 7Y, 8, 13Y, 14, 14Y, 22, 23, 23Y, 24, 25, 26, 26A, 27, 27Y, 28, 28A, 28Y, 29, 30, 31, 32, 32Y, 34, 34Y, 35, 35Y, 36, 37, 38, 38Y, 39, 40, 44, 46, 47, 73, 73Y, 102, 102Y, 103, 107E, 109E, 130, 140                               | Postapalota, OTP, ÁNTSZ, Pécsi ítélőtábla, Pécsi törvényszék, Zsolnay-szobor                                 |
| 3                           | Kórház tér              | 12       | 2, 2A, 2E, 25, 26, 26A, 27, 27Y, 28, 28A, 28Y, 29, 30, 31, 32, 32Y, 34, 34Y, 35, 35Y, 36, 37, 44, 46, 47, 102, 102Y, 103, 107E, 109E, 130 | Megyei Kórház, Jakováli Hasszán dzsámija, Hotel Pátria                                                       |
| 6                           | Petőfi utca             | 9        | 2, 2A, 2E, 25, 26, 26A, 27, 27Y, 28, 28A, 28Y, 29, 37, 46, 47, 55, 102, 102Y, 107E, 109E | Városi könyvtár                                                                                              |
| 8                           | Alkotmány utca          | 8        | 30, 30Y, 37, 46, 47, 55, 103, 109E, 130 | |
| ∫                           | Sörfőzde                | 7        | 30, 30Y, 37, 46, 47, 55, 103, 109E, 130 | Pécsi Sörfőzde                                                                                               |
| 10                          | Gyermekkórház           | 6        | 37, 46, 47 | Szülészeti- és Nőgyógyászati Klinika, Gyermekgyógyászati Klinika (Nyár utcai telephely), Idrisz baba türbéje |
| 11                          | Rodostó utca            | 5        | 37, 46, 47 | |
| 13                          | Angster József utca     | 4        | 36, 37, 46, 47 | |
| 15                          | Donátusi út             | 3        | 37, 46, 47 | |
| 16                          | Gólya dűlő              | 2        | 37, 46, 47 | |
| 17                          | Lepke dűlő              | 1        | 37, 46, 47 | |
| 18                          | Donátus végállomás      | 0        | 37, 46, 47 | |